# Passo della Montagnola
Il passo della Montagnola è un'altura tra i comuni di Gradoli e Latera in provincia di Viterbo, posta in posizione panoramica sul lago di Bolsena.
Rappresenta una delle vette più alte dei monti Volsini e uno dei punti più panoramici dell'alta Tuscia viterbese.